# Cinq jours, cinq nuits
Pour plus de détails, voir Fiche technique et Distribution.
Cinq jours, cinq nuits (Пять дней, пять ночей, Pyat dney, pyat nochey) est un film de guerre est-germano-soviétique réalisé par Leo Arnchtam, sorti en 1961.

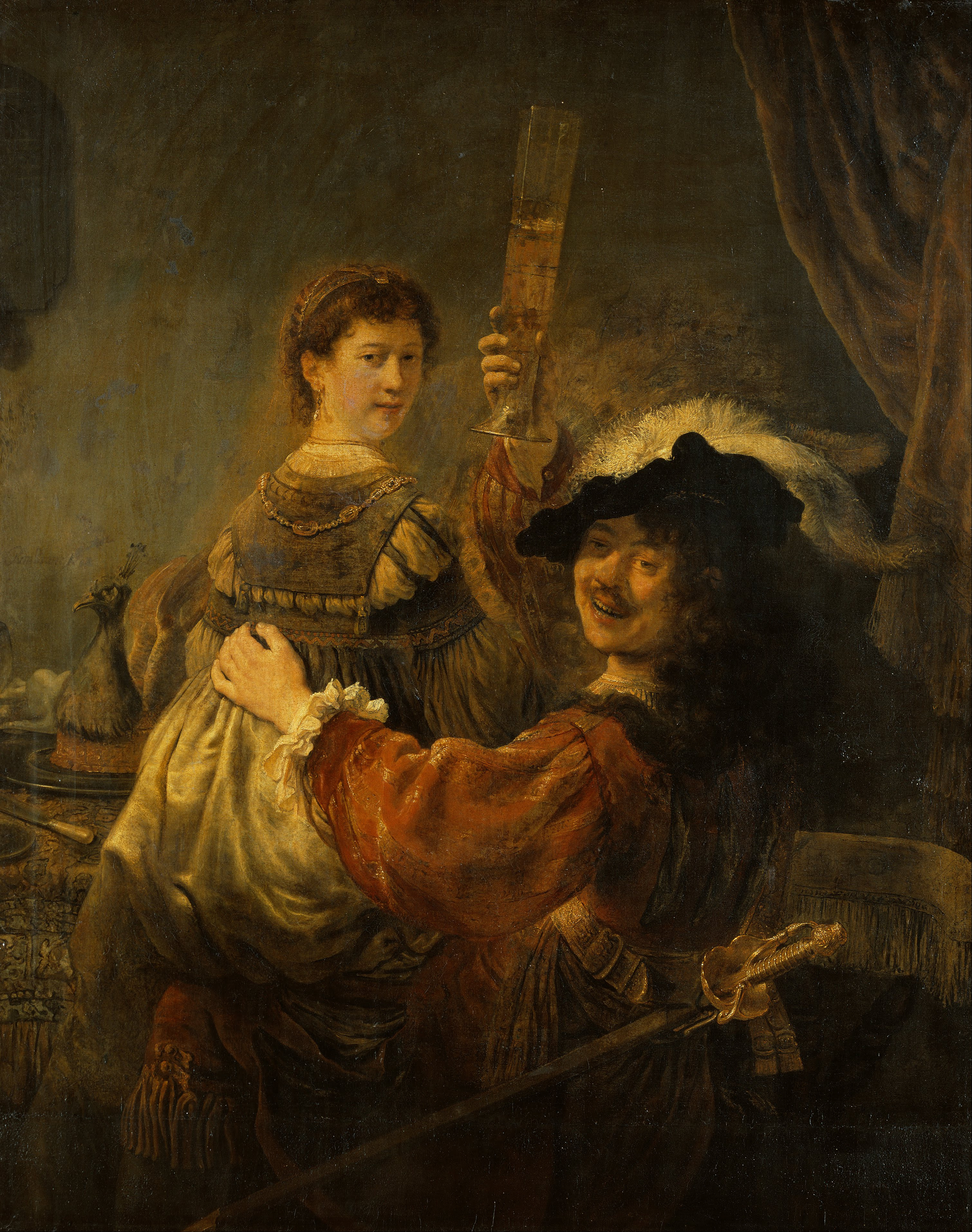
Le fils prodigue dans la taverne de Rembrandt, un des premiers tableaux retrouvé.

## Synopsis
Le 8 mai 1945, jour de la capitulation de l’Allemagne, l’exilé communiste Erich Braun retourne dans sa ville natale de Dresde avec l’armée rouge, trois mois seulement après sa dévastation par des bombardements aériens. Il aide un groupe de soldats soviétiques à récupérer les œuvres de la Gemäldegalerie Alte Meister (le musée d’art de la ville) sur les ruines du palais Zwinger. Tout en recherchant la collection, il rencontre plusieurs habitants de la ville. Bien qu’ils se méfient des Soviétiques dans un premier temps, ils finissent par les aider à récupérer les tableaux.

## Fiche technique
- Titre : Cinq jours, cinq nuits
- Titre original : Пять дней, пять ночей (Pyat dney, pyat nochey)
- Titre allemand : Fünf Tage, Fünf Nächte
- Réalisation : Leo Arnchtam, Heinz Thiel (de), Anatolij Golowanow assistés de Marianne Bobrowski, Johanna Georgi et Ljudmila Sadikowa
- Scénario : Leo Arnstam, Wolfgang Ebeling
- Musique : Dmitri Chostakovitch
- Direction artistique : Herbert Nitzschke (de), Aleksei Parkhomenko,
- Costumes : Nadezhda Buzina, Walter Schulze-Mittendorff
- Photographie : Yu-Lan Chen, Aleksandr Shelenkov
- Montage : Tatjana Lichatschowa
- Production : Adolf Fischer, Osman Karayev
- Sociétés de production : Mosfilm, DEFA
- Société de distribution : Progress Film-Verleih (de)
- Pays d'origine :  Union soviétique,  Allemagne de l'Est
- Langue : allemand, russe
- Format : Couleurs & Noir et blanc - 1,33:1 - Mono - 35 mm
- Genre : Drame
- Durée : 106 minutes
- Dates de sortie :
  -  Allemagne de l'Est : 7 mars 1961.

## Distribution
- Heinz-Dieter Knaup (de) : Paul Naumann
- Vsevolod Safonov : le capitaine Leonov
- Vsevolod Sanaev : le sergent Kozlov
- Annekathrin Bürger : Katrin Beier
- Evguenia Kozyreva (ru) : Nikitina
- Marga Legal (de) : Luise Rank
- Wilhelm Koch-Hooge (de) : Erich Braun
- Mikhaïl Maïorov (ru) : le général
- Nikolaï Sergueïev : Chaguine
- Erich Franz (de) : Vater Baum
- Oleg Goloubitski (ru) : l'adjudant
- Hans Flössel (de) : Dr Krause
- Jochen Bley (de) : le premier Deutsche
- Andreï Demianov : Aliocha
- Gisela May : détenue d'un camps
- Nikolaï Smortchkov (ru) : le soldat Tkatchenko
- Guennadi Youkhtine (ru) : le soldat Strokov
- Nikolaï Pogodine : le soldat Roudakov
- Piotr Lioubechkine (ru) : le soldat Terentiev
- Vladimir Pitsek (ru) : le soldat Galkine
- Raimund Schelcher : Bauer
- Heinz Thiel (de) : le SS-Major
- Ruth Kommerell (de) : Gertrud Fischer
- Monika Lennartz (de) : Sonia Fischer

## Bande originale ou chansons du film
La musique du film est de Dmitri Chostakovitch avec notamment son Quatuor à cordes nº 8 interprété par l'Orchestre symphonique d'État de l'URSS pour l'art cinématographique dirigé par Grigori Gamburg (ru).

## Box-office
Le film a réalisé plus de deux millions d'entrées en RDA.